# 446
| 446                |
| ------------------ |
| Dødsfald - Fødsler |
|                    |

| Gregoriansk kalender | 446 CDXLVI              |
| Ab urbe condita      | 1199                    |
| Armensk kalender     | I/T                     |
| Kinesiske kalender   | 3142 – 3143 乙酉 – 丙戌 |
| Etiopisk kalender    | 438 – 439               |
| Jødisk kalender      | 4206 – 4207             |
| Hindukalendere       |                         |
| - Vikram Samvat      | 501 – 502               |
| - Shaka Samvat       | 368 – 369               |
| - Kali Yuga          | 3547 – 3548             |
| Iransk kalender      | 176 BP – 175 BP         |
| Islamisk kalender    | 182 BH – 180 BH         |

Se også 446 (tal)